# Pontiac Solstice

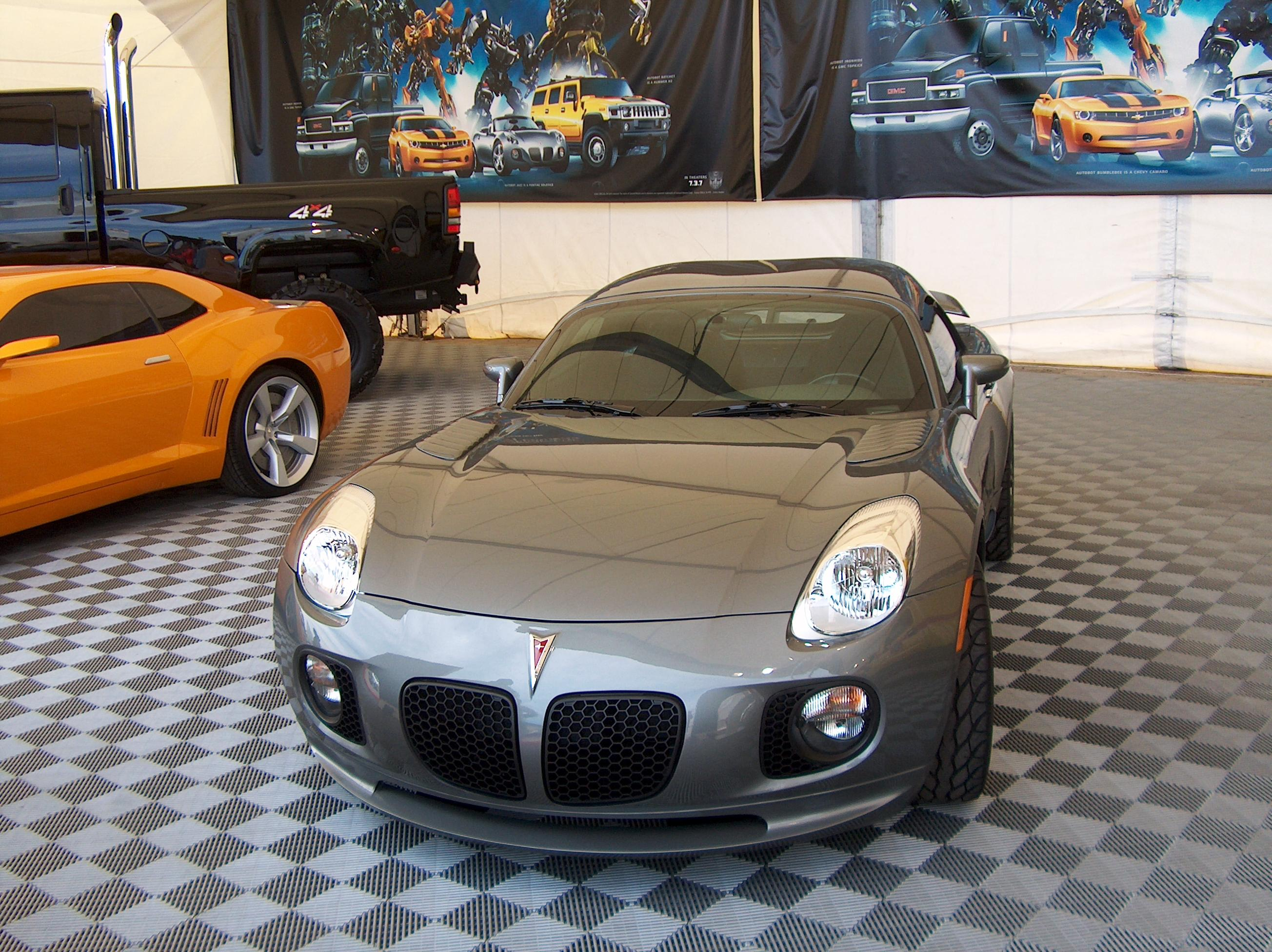
Pontiac Solstice alias Jazz in Transformers

Der Pontiac Solstice ist ein Sportwagen der GM-Marke Pontiac, der von Sommer 2005 bis Mitte 2009 produziert wurde. Er war als Roadster und 2009 auch als Coupé verfügbar.
Der Solstice wurde im Jahr 2002 erstmals als Konzeptstudie gezeigt; die offizielle Einführung der Serienversion erfolgte Anfang 2004 auf der North American International Auto Show in Detroit. Die Fertigung im Werk Wilmington im US-Bundesstaat Delaware sollte im Frühjahr 2005 anlaufen, Probleme im Werk führten aber dazu, dass die Produktion erst im dritten Quartal 2005 beginnen konnte.
Der Solstice basiert, wie seine Schwestermodelle Saturn Sky, Daewoo G2X und Opel GT auf der GM Kappa-Plattform, besitzt aber eine leicht eigenständige Karosserie. Alle vier Modelle wurden bis Ende Juli 2009 hergestellt.
Im Zuge der Insolvenz von GM und den damit verbundenen Umstrukturierungen wurde die Produktion bereits im Juli 2009 wieder eingestellt und das Werk in Delaware nach insgesamt 65.724 gebauten Solstice geschlossen.

## Geschichte
Der ab 19.995 USD (2005) erhältliche Solstice gewann in den USA sowohl den Titel Auto des Jahres wie auch den Preis Design of the Year 2006. Der Roadster erwies sich für Pontiac vom Start an als erfolgreich – innerhalb der ersten 10 Tage gingen allein 7000 Bestellungen ein. Bis Ende 2005 kamen 6000 weitere hinzu.
Da Pontiac für das erste Produktionsjahr ursprünglich mit einer Nachfrage von 7000 Exemplaren gerechnet hatte, stockte GM die Produktion auf. Am 1. März 2006 lief das zehntausendste Exemplar des Solstice vom Band. Mitte Dezember 2005 wurde der Grundpreis auf 20.490 USD angehoben, viele Kunden zahlten aber tatsächlich Aufpreise von 5000 USD und mehr, um einen Solstice zu erhalten. 2008 betrug der Einstiegspreis 23.075 USD (ca. 14.600 €) für das Modell mit 2,4 l und 129 kW.
In dem Film Transformers stellt der Pontiac Solstice die Alternativform für den Autobot mit dem Namen Jazz dar.

### Solstice GXP
Der Solstice GXP debütierte im Januar 2006 auf dem Autosalon in Los Angeles. Er wird, wie der Opel GT und der Saturn Sky Red Line, von einer 194 kW (264 PS) starken Turbo-Version des Ecotec-Zweiliters angetrieben. Mit einer Leistung von 130 PS/Liter handelt es sich um den spezifisch leistungsstärksten Serienmotor, der je von GM gebaut wurde.

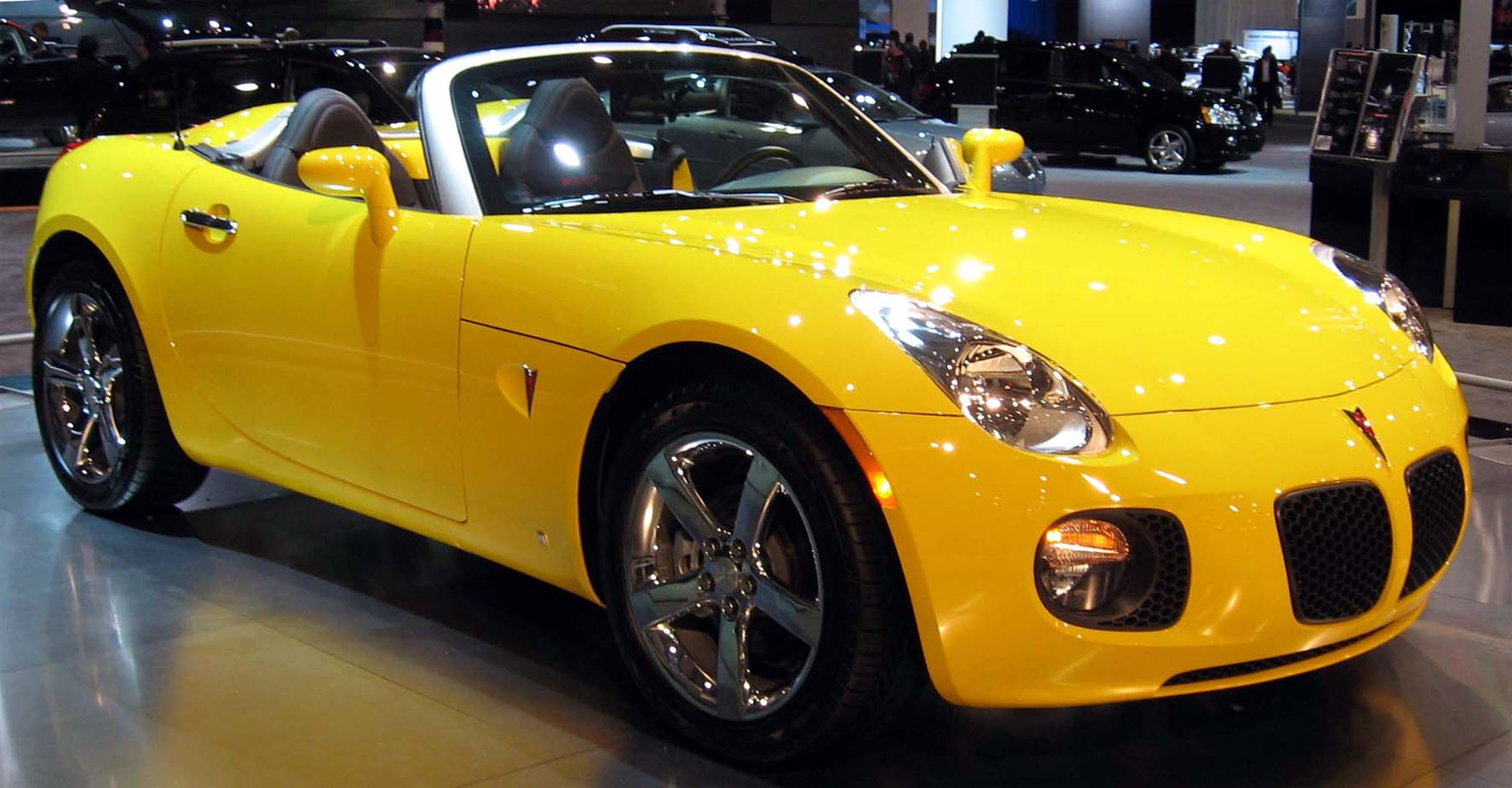
Pontiac Solstice GXP Roadster (2006–2009)
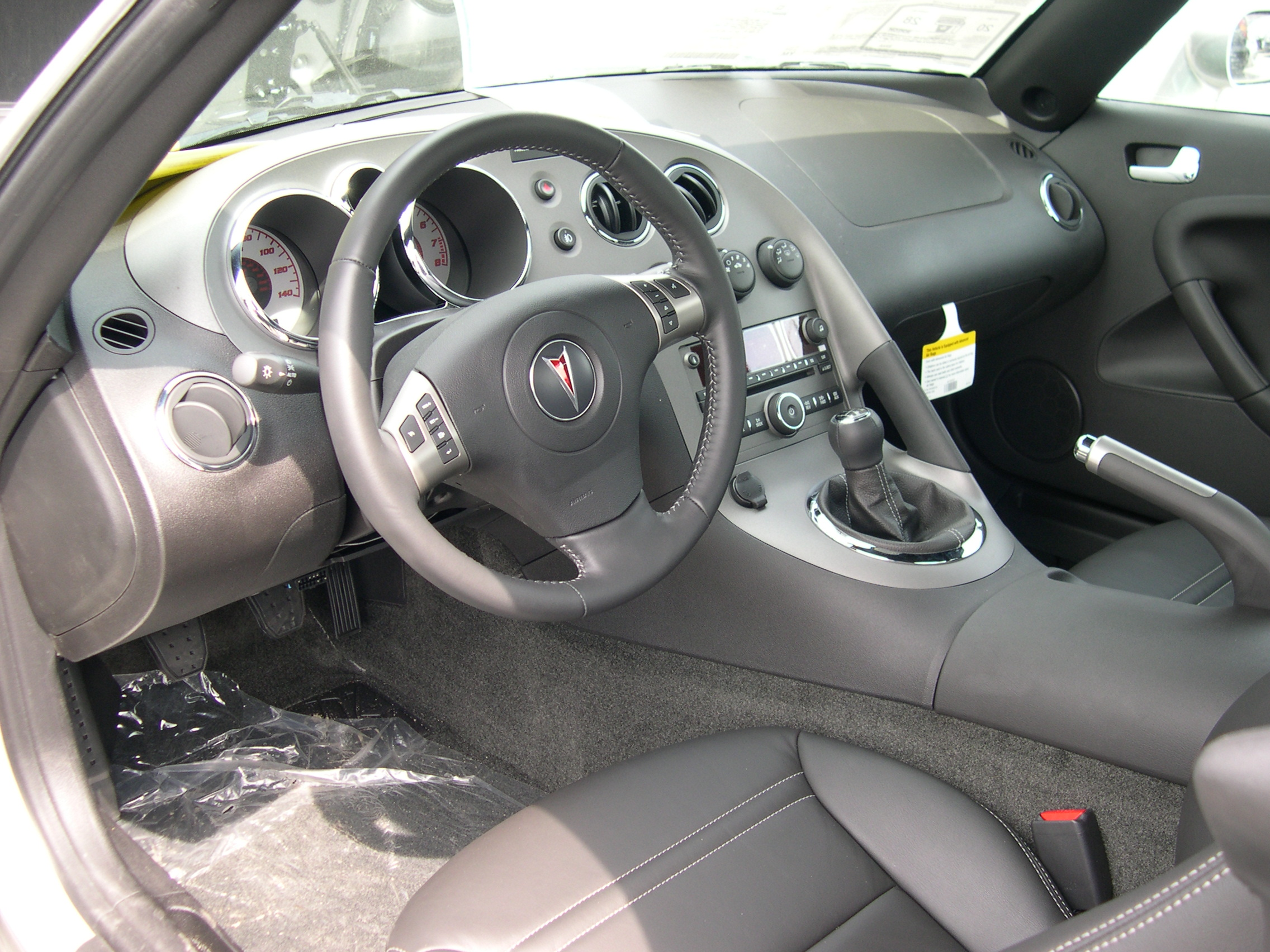
Innenraum
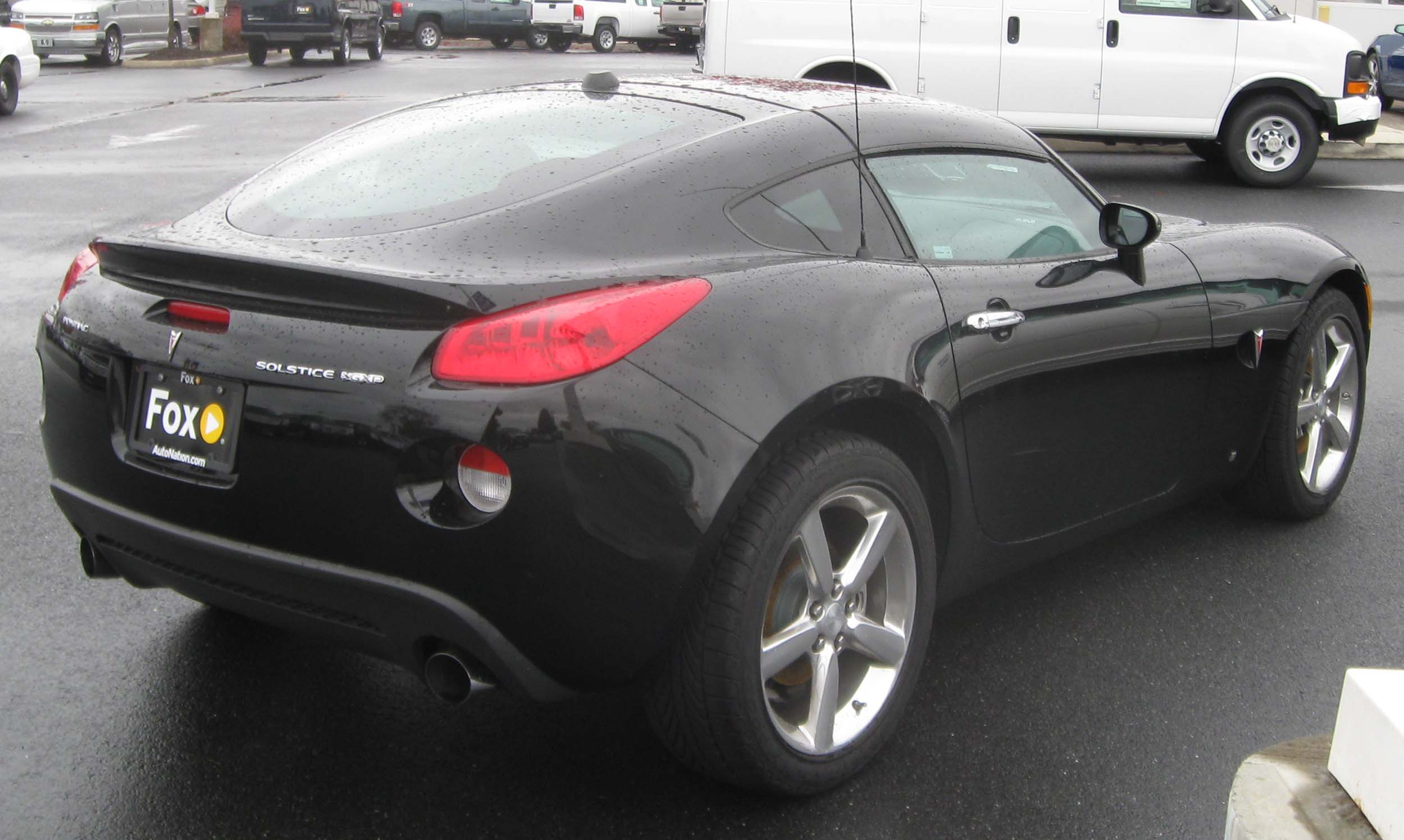
Pontiac Solstice GXP Coupé (2009)

Serienmäßig bot der ca. 24.000 USD teure GXP Traktionskontrolle, Selbstsperrdifferenzial, ABS und 18-Zoll-Felgen. Im Unterschied zum Basismodell wurde der GXP auch mit einer gelben Lackierung angeboten.